# Estados Unidos del Amor
Estados Unidos del Amor (en polaco: Zjednoczone Stany Miłości) es una película dramática polaca de 2016, dirigida por Tomasz Wasilewski. Fue seleccionada para competir por el Oso de Oro en el Festival Internacional de Cine de Berlín de 2016. En Berlín, Wasilewski obtuvo el Oso de Plata al Mejor Guion.

## Sinopsis
Centrada en la periferia de Varsovia hacia 1990, en plena transición política, Wasilewski nos muestra la vida de cuatro mujeres polacas. La cámara se va deteniendo en su vida cotidiana, en sus quehaceres y en su familia, hasta que llegamos a comprender su interior mismo. El amor es el hilo conductor del filme que arranca con una fiesta familiar en la que vemos a los protagonistas compartir una mesa festiva. En la primera historia, la más larga, la protagonista dirige un videoclub y lleva una vida monótona, casi atormentada. El trabajo es su única válvula de escape. También la iglesia, a la que acude con frecuencia y en la que descubre su oscuro objeto de deseo, un joven sacerdote. La segunda historia la protagoniza una madura directora de centro escolar. Frente a una vida pública de éxito y responsabilidad, su vida privada es un desastre. Amante ocasional de un médico, cuando este enviuda ve su relación peligrar. Desesperada, juega sus cartas para que el amor no muera. En la tercera historia, una vieja profesora del mismo centro escolar lleva una vida solitaria y anodina. El amor la llevará a preparar una treta para intimar con su vecina, una joven monitora de gimnasia. En la última historia, la más breve, una modelo bebe durante una sesión de fotos para intentar no ser consciente de la mirada libidinosa del fotógrafo que la retrata.

## Ficha técnica
- Título original: Zjednoczone Stany Miłości
- Título en inglés: United States of Love
- Dirección: Tomasz Wasilewski
- Guion: Tomasz Wasilewski
- Fotografía: Oleg Mutu
- País de origen: Polonia
- Formato: color - 35 mm - 2,35:1
- Género: Drama
- Duración: 104 minutes
- Fechas de estreno: 2016

## Reparto
- Julia Kijowska: Agata
- Magdalena Cielecka: Iza
- Dorota Kolak: Renata
- Marta Nieradkiewicz: Marzena
- Andrzej Chyra: Karol
- Łukasz Simlat: Jacek